# Kevin Afghani
Kevin Zachary Afghani (9 novembre 1996) è un doppiatore statunitense.

## Biografia
È noto soprattutto per essere il doppiatore di Mario, Luigi, Wario e Waluigi dall'ottobre 2023. È noto anche per aver doppiato Radish in Dragon Ball R&R, uno spin-off di Dragon Ball realizzato dai fan nel 2018, e Arnold nel doppiaggio inglese di Genshin Impact. Prima di essere scelto per il ruolo di Mario e Luigi, Afghani è stata la voce fuori campo per gli spot pubblicitari in lingua inglese della Nintendo Switch.

## Filmografia

### Videogiochi
| Anno | Serie                                  | Ruolo                        | Appunti            | Fonte |
| ---- | -------------------------------------- | ---------------------------- | ------------------ | ----- |
| 2020 | Genshin Impact                         | Arnold                       | Doppiaggio inglese |       |
| 2023 | Super Mario Bros. Wonder               | Mario, Luigi                 |                    | [ 4 ] |
| 2023 | WarioWare: Move It!                    | Wario, Mario, Luigi          |                    | [ 2 ] |
| 2024 | Super Mario Party Jamboree             | Mario, Luigi, Wario, Waluigi |                    |       |
| 2024 | Mario & Luigi: Fraternauti alla carica | Mario, Luigi                 |                    |       |
| 2025 | Mario Kart World                       | Mario, Luigi, Wario, Waluigi |                    |       |

### Serie Web
| Anno | Serie                   | Ruolo  | Fonte |
| ---- | ----------------------- | ------ | ----- |
| 2018 | Dragon Ball R&R         | Radish |       |
| 2020 | Anime Penguin: Red Snow |        | [ 5 ] |